# Martin Gray (calciatore)
Martin David Gray (Stockton-on-Tees, 17 agosto 1971) è un allenatore di calcio ed ex calciatore inglese, di ruolo centrocampista.

## Carriera

### Giocatore
Viene aggregato alla prima squadra del Sunderland, club di prima divisione inglese, nella stagione 1990-1991, all'età di 19 anni; esordisce però di fatto tra i professionisti nella seconda parte della stagione, in cui gioca in prestito all'Aldershot, con cui disputa 5 partite in quarta divisione. Nella stagione 1991-1992 gioca invece una partita in seconda divisione con il Sunderland; negli anni seguenti continua poi a far parte della rosa dei Black Cats, sempre in questa categoria, giocando 12 partite nella stagione 1992-1993 e 22 partite sia nella stagione 1993-1994 che nella stagione 1994-1995. All'inizio della stagione 1995-1996 trascorre invece un periodo in prestito al Fulham, con cui gioca 6 partite in quarta divisione, prima di tornare al Sunderland, dove conclude la stagione giocando ulteriori 7 partite in seconda divisione, campionato che il club vince.
Gioca in questa categoria anche dal 1996 al 1999 con la maglia dell'Oxford Utd, club con il quale nell'arco di un triennio totalizza complessivamente 121 presenze e 4 reti in partite di campionato (arrivando così ad un bilancio totale in carriera di 188 presenze e 5 reti in seconda divisione). Termina poi la carriera nel 2001, all'età di 30 anni, dopo un biennio trascorso a giocare in quarta divisione al Darlington.
In carriera ha totalizzato complessivamente 262 presenze e 5 reti nei campionati della Football League.

### Allenatore
Inizia ad allenare proprio al Darlington, di cui è vice dal 2001 al 2009, con due brevi parentesi come allenatore ad interim nel 2006 (una vittoria, 2 pareggi ed una sconfitta in 4 partite allenate) e nel 2009 (vincendo l'unica partita in cui siede in panchina). Nella stagione 2009-2010 è invece vice dell'Oldham Athletic, di cui nell'ultima partita della stagione diventa anche allenatore ad interim (subendo una sconfitta).
Dall'inizio della stagione 2012-2013 all'ottobre del 2017 è allenatore del Darlington, con cui nella sua prima stagione in carica vince la Northern Football League (nona divisione), conquistando poi altre due promozioni consecutive tra il 2014 ed il 2016 fino ad arrivare a giocare in National League North (sesta divisione), in cui nella stagione 2016-2017 conquista un quinto posto (non partecipando ai play-off, cui avrebbe avuto diritto, per via di problemi relativi allo stadio). Il 1º ottobre 2017 si dimette dal Darlington e, subito dopo, si accasa allo York City, a sua volta militante in National League North (categoria in cui era appena retrocesso), e con cui conquista un undicesimo posto in classifica. Il 19 agosto 2018, dopo 5 giornate dall'inizio del campionato 2018-2019 (in cui la squadra occupava l'ottavo posto in classifica) si dimette per via del rifiuto della società ad una sua richiesta di rinnovo del suo contratto, che sarebbe scaduto alla fine di quella stagione.

## Palmarès

### Giocatore

#### Competizioni nazionali
- Campionato inglese di seconda divisione: 1

Sunderland: 1995-1996

### Allenatore

#### Competizioni nazionali
- Northern Premier League: 1

Darlington: 2015-2016

#### Competizioni regionali
- Northern Football League: 1

Darlington: 2012-2013